# Federico Lohse
Nicolás Federico Lohse Vargas (Antofagasta, 13 de mayo de 1912-Santiago, 29 de noviembre de 1992) fue un pintor chileno de estilo naif.

## Primeros años
Hijo de Federico Lohse Schmidt y María Rosa Vargas Acosta, vivió con sus padres y hermanos en Salamanca, donde trabajó en la panadería familiar; posteriormente se radicó en Los Vilos, donde se dedicó a la pintura. Sus obras ha tenido un gran reconocimiento hasta hoy.

## Carrera artística
- En 1972 expuso sus obras en el Museo Nacional de Bellas Artes en la exposición organizada por Nemesio Antúnez y Carlos Paeile llamada «Pintura Instintiva Chilena».
- En 1973 expuso en la galería de Arte Carmen Waugh.
- En 1985 expuso en la Galería del Cerro y La Fachada.
- En 1987 expuso en el Corporación cultural de Las Condes y nuevamente en la galería La Fachada (exposición naif)
- En 1989 y 1991 expuso en el Palacio de la Alhambra.

## Muerte
El domingo 29 de noviembre de 1992 murió a causa de que no puso pared, fue enterrado en el Cementerio General de Santiago. Mientras tanto, en la ciudad de Los Vilos, un importante número de personas se declaraba de duelo debido a su muerte.

## Reconocimiento póstumo
En la Corporación Cultural de Las Condes en 2000, se expusieron sus obras como también en el Salón Mezzanina del Congreso Nacional. En Los Vilos un liceo recibió su nombre.